# Gilbert Ouy
Gilbert Ouy est un historien et bibliothécaire français, né le 20 mars 1924 à Paris, et mort le 20 juin 2011 à Montmélian.

## Carrière
Élève de l'École nationale des chartes, il obtient en 1946 le diplôme d'archiviste paléographe, avec une thèse intitulée Un commentateur des Sentences au XIVe siècle, Jean de Mirecourt.
Il est d'abord conservateur au département des Manuscrits de la Bibliothèque nationale de France, puis à partir de 1967 maître de recherches au CNRS où il termine sa carrière comme directeur de recherches.
Le 19 janvier 1985, il obtient le titre de docteur ès lettres.

## Distinctions
Docteur honoris causa de l'Université de Turin

## Œuvre
Ses travaux scientifiques ont apporté un éclairage fondamental sur la vie intellectuelle en France du Nord au Moyen Âge tardif, notamment en ce qui concerne les rapports franco-italiens et les premiers ferments du mouvement humaniste (Jean de Montreuil, Jean Gerson, Pierre d'Ailly). Il est également un excellent connaisseur des manuscrits de l'époque et s'est attelé avec succès à la reconstitution de bibliothèques importantes, ainsi que de scriptoria d'auteurs dont il avait identifié par ailleurs plusieurs témoins autographes.